# Campolongo Hospital Roller Salerno
Il Campolongo Hospital Roller Salerno, detto comunemente Roller Salerno, è una società italiana di hockey su pista con sede a Salerno. Milita in Serie B. 
Nella sua storia la società granata ha disputato per quattordici volte il massimo campionato italiano (l'ultima volta nel 2006-2007) e per quattro volte la Champions League.

## Colori e simboli
L'uniforme principale di gioco è formata da: maglia granata, pantaloncini e calzettoni neri. La seconda tenuta è bianca; i pantaloncini e i calzettoni sono granata. Il simbolo della squadra è un ippocampo su sfondo bianco e nero.

## Strutture
L'impianto interno del Campolongo Hospital Roller Salerno è il PalaTulimieri di Salerno. È il palazzo dello sport di casa della squadra. Può ospitare 700 spettatori.

## Organigramma societario
Dati aggiornati alla stagione 2023-2024, tratti dal sito internet ufficiale della Federazione Italiana Sport Rotellistici.
- Presidente: Giuseppe Giudice
- Vicepresidente:
- Segretario:
- Direttore sportivo: Giovanni Melillo
- Addetto stampa: Filippo Notari

## Palmarès
- Campionato italiano:

3º posto/semifinale play-off scudetto: 1996-1997, 2002-2003, 2003-2004
- Coppa Italia

Finale: 1997-1998, 1998-1999
Semifinale: 1999-2000, 2003-2004

## Statistiche

### Partecipazioni ai campionati
| Livello | Categoria | Partecipazioni | Debutto   | Ultima stagione | Totale |
| ------- | --------- | -------------- | --------- | --------------- | ------ |
| 1º      | Serie A1  | 14             | 1993-1994 | 2006-2007       | 14     |
| 2º      | Serie A2  | 7              | 1990-1991 | 2023-2024       | 7      |
| 3º      | Serie B   | 16             | 1987-1988 | 2021-2022       | 16     |

### Partecipazione alle coppe nazionali
| Competizione  | Partecipazioni | Debutto   | Ultima stagione |
| ------------- | -------------- | --------- | --------------- |
| Coppa Italia  | 16             | 1993-1994 | 2011-2012       |
| Coppa di Lega | 4              | 1998-1999 | 2001-2002       |

### Partecipazioni alle coppe europee
| Competizione                                 | Partecipazioni | Debutto   | Ultima stagione |
| -------------------------------------------- | -------------- | --------- | --------------- |
| Coppa CERS/WSE                               | 5              | 1995-1996 | 2006-2007       |
| Coppa dei Campioni/Champions League/Eurolega | 4              | 1996-1997 | 2004-2005       |

## Organico

### Giocatori
| N° | Naz.                 | Ruolo | Sportivo           |  |  |  |
| -- | -------------------- | ----- | ------------------ |  |  |  |
| 1  | Italia (bandiera)    | P     | Juanito Marrazzo   |  |  |  |
| 4  | Italia (bandiera)    | A     | Dario Granito      |  |  |  |
| 5  | Italia (bandiera)    | D     | Daniele Esposito   |  |  |  |
| 7  | Italia (bandiera)    | A     | Giuseppe Giudice   |  |  |  |
| 8  | Italia (bandiera)    | A     | Francesco Sabetta  |  |  |  |
| 10 | Italia (bandiera)    | P     | Manuel Navarra     |  |  |  |
| 23 | Italia (bandiera)    | D     | Samuele Ferrari    |  |  |  |
| 67 | Italia (bandiera)    | A     | Giorgio Giudice    |  |  |  |
| 74 | Argentina (bandiera) | D     | Juan Fontan Alfani |  |  |  |
| 77 | Italia (bandiera)    | A     | Gianmarco Durante  |  |  |  |

### Staff tecnico
- Allenatore:  Massimo Giudice